# Hans Hagerup Falbe
Hans Hagerup Falbe, född den 7 februari 1772 i Köpenhamn, död den 17 oktober 1830 i Stockholm, var en norsk ämbetsman och musiker. 
Falbe blev 1815 utnämnd till stiftamtmand i Akershus stift och amtmand i Akershus amt. Han blev 1822 tillförordnat  statsråd och följande år ordinarie på posten, då han talade god franska och inte ansågs lämpad för sin tidigare befattning. Han gjorde sig aldrig gällande i de ämbeten, som anförtroddes honom; som statsråd var han sällan chef för något regeringsdepartement, men oftast medlem av norska statsrådsavdelningen i Stockholm. 
Falbe var däremot en duktig musiker med goda teoretiska kunskaper och talang som komponist; han hade ingen ringa förtjänst av det musikaliska livet i Norges huvudstad i början av 1800-talet och uppträdde ofta som tonsättare av (delvis också utgivna) större musikverk, kantater för soli, kör och orkester, danser med mera.

## Musikverk

### Orkester
- Kantat i C-dur på kung Karl XIV Johans födelsedag 1822.[5]
- Ouvertyr C-dur till prologen den 26 januari 1816. Till kronprinsens födelsedag.[5]